# Aleen
Aleen (* 1982 in Zeitz, bürgerlich Kathleen Vogel) ist eine deutsche Popsängerin.

## Leben
Ihren ersten Erfolg hatte Aleen im Jahr 2008 mit sechs Beiträgen zum Soundtrack der RTL-Fernsehserie Alles was zählt mit Tanja Szewczenko. Der Durchbruch kam dann 2009, erneut mit einem Lied zu einer TV-Soap. Für die Serie Eine wie keine nahm sie den Song Weißt du was Liebe ist auf. Er kam im Dezember 2009 in die deutschen Charts.

## Diskografie
Singles
- Weißt du was Liebe ist (2009)